# قسم مياندشت الريفي (مقاطعة درميان)
قسم مياندشت الريفي (بالفارسية: دهستان میاندشت) هي قسم تقع في إيران في قسم. يقدر عدد سكانها بـ 9,791 نسمة .